# Ape internaționale
Termenii de ape internaționale sau ape transfrontaliere se aplică în cazul în care oricare dintre următoarele tipuri de corpuri de apă (sau bazinele lor de drenaj) transcend granițele internaționale: oceane, ecosisteme marine mari, mări și estuare regionale închise sau semiînchise, râuri, lacuri, sisteme de apă subterană (acvifere) și zone umede.